# Nationale Atlas Volksgezondheid
De Nationale Atlas Volksgezondheid (Zorgatlas) gaf een geografisch beeld van de volksgezondheid en de gezondheidszorg in Nederland. De Atlas toonde de geografische spreiding van allerlei aspecten omtrent gezondheid, factoren die de gezondheid beïnvloeden, zorg en preventie. De Zorgatlas gaf antwoorden op vele 'WAAR'-vragen, zoals:
- Waar bevinden zich de ziekenhuizen?
- Waar is de sterfte het hoogst?
- Waar ondervindt men de meeste geluidsoverlast?
- Waar zijn mensen het zwaarst?
- Waar is de ziekenhuiszorg duur?

Op 27 november 2014 is de website Volksgezondheidenzorg.info gelanceerd. In deze site zijn de Nationale Atlas Volksgezondheid, het Nationaal Kompas Volksgezondheid, Zorgbalans, Kosten van ziekten en Zorggegevens samengebracht. Sinds november 2016 is Nationale Atlas Volksgezondheid niet meer bereikbaar.
Samen met het Nationaal Kompas Volksgezondheid, Zorggegevens en Kosten van ziekten maakte de Zorgatlas onderdeel uit van de Volksgezondheid Toekomst Verkenning. Opdrachtgever was het Ministerie van Volksgezondheid, Welzijn en Sport.